# 疾風のうさぎ丸
『疾風のうさぎ丸』（しっぷうのうさぎまる）は、FK DIGITALが開発し、アークシステムワークスより発売されたダウンロード専用アクションパズルゲーム。
2012年10月10日に第1作『恵みの珠と封魔の印』が配信、2015年8月26日に第2作『謎のからくり城』が配信された（両作ともニンテンドー3DS）。2017年7月7日に両作をセットにしたPlayStation Vita版『ふたつの冒険譚』が配信された。

## 概要
とある時代に旅人、うさぎ丸がモノノケに襲われた村人を探し、行く手を遮る罠やモノノケをかいくぐり、村人を救うアクションパズル。

## 評価

### 謎のからくり城
『謎のからくり城』はファミ通クロスレビューでは7、8、7、6の28点。レビュアーは「前作で好評だったほっこりする和風でファンシーなグラフィック、音楽、かわいいキャラクターは健在」「全60ステージのボリュームは○」「任意の場所から再開できる“風車”は仕掛け、システムどちらでもグッドアイデア」とした一方「一手ごとにやり直しできる機能がほしかった」「操作しにくいと感じる面もある」としたほか、解法がわからないときのヒントや説明が不足していることについて救済措置が欲しかったとする者とヒントが少ないことや操作感をチャレンジ要素ととらえたりふわっとしたヒントが常に表示されるのがいいとする者で分かれた。
Metacriticでは63/100のスコアでグラフィックや音楽、プレゼンテーションを賞賛、難易度の高さを指摘した。